# Gegaj
Gegaj – wieś położona w północnej części Albanii w gminie Tropojë. Wieś znajduje się 127 kilometrów od stolicy państwa, Tirany.

## Demografia
Według spisu ludności z 1989 roku we wsi Gegaj mieszkało 571 mieszkańców.